# 中島智彦
中島 智彦（なかしま ともひこ、1974年6月10日 - ）は、日本の俳優、声優。富山県新湊市（現：射水市）出身。プロダクション・タンク所属。

## 来歴
代々木アニメーション学院声優科、スターワールド養成所卒業。

## 人物
バラエティ番組の再現ドラマや、吹き替えでの出演が多い。
特技・資格は剣道三段（小学5年から高校3年、関東大会出場）、水泳、歌。

## 出演

### テレビアニメ
2003年
- 魔獣戦線 THE APOCALYPSE（ショウ）

2014年
- 残響のテロル（警備員C）

2016年
- ハルチカ〜ハルタとチカは青春する〜（賢人B）

2018年
- パズドラ（2018年 - 2025年、布団屋さん、悪人、記者、観客A、テクモン 他）
- 重神機パンドーラ（議員）
- 夢王国と眠れる100人の王子様（街の人F）

2019年
- エガオノダイカ（辺境伯A）

2020年
- 名探偵コナン（2020年 - 2022年、鮪仲卸業者、刑事）
- ドラえもん（テレビ朝日版第2期）（2020年 - 2022年、芸人①、おじさん、セールスマン、チョビ髭親父）

2022年
- 怪人開発部の黒井津さん（老人）

2023年
- とんでもスキルで異世界放浪メシ（本屋の店主）
- AIの遺電子（謝罪屋C）
- ゾン100〜ゾンビになるまでにしたい100のこと〜（モブじい4）
- 青のオーケストラ（運転手）

2024年
- 七つの大罪 黙示録の四騎士
- トリリオンゲーム（株主）

### Webアニメ
- ケンガンアシュラ（2019年）

### 吹き替え

#### 映画（吹き替え）
- アート・オブ・ウォー（ウー大臣〈ジェームズ・ホン〉）※Netflix版
- 愛すべき夫妻の秘密
- アイム・ユア・ウーマン
- イエスと二人のマリア-選ばれし愛の生涯-（ガブリエル）
- THE GUILTY/ギルティ（マニー〈エイドリアン・マルティネス〉）
- クルエラ[5]
- 猿の惑星: 聖戦記
- サンクスギビング（トーマス・ライト〈リック・ホフマン〉[6]）
- シャドウ・ワールド（シャーマン大統領）
- ズカルスキーの苦悩
- T2 トレインスポッティング
- ハウス・オブ・グッチ（ベネデット[7]）
- ブレイブ・ロード 名もなき英雄（アリ）
- マイティ・ソー バトルロイヤル
- マレフィセント2
- マリア
- ユダヤ人を救った動物園 〜アントニーナが愛した命〜
- ルイの9番目の人生（エリオット〈テリー・テェン〉）
- ロイヤル・ナイト 英国王女の秘密の外出

#### ドラマ
- 狼の食卓
- キーパーズ（ボブ・アーランドソン）
- キリング・イヴ/Killing Eve
- グッド・ワイフ
- クリミナル・マインド FBI行動分析課
- グレイズ・アナトミー 恋の解剖学
- シカゴ P.D.（ルーゴ部長〈イーサイ・モラレス〉）
- シカゴ・メッド
- SCORPION/スコーピオン
- 高い城の男
- タンク・ソルジャーズ 〜史上最大の戦車戦に挑んだ兵士たち〜（フロトフ少佐）
- チェサピーク海岸
- 21サンダー
- ニックのいたずら
- ニュー・アムステルダム 医師たちのカルテ
- ネクスト・イン・ファッション
- ノーベル 〜戦火の陰謀〜
- HAWAII FIVE-0
- ハンド・オブ・ゴッド
- ピーキー・ブラインダーズ
- フォーガットン･アーミー（アーサー・パーシバル）
- プリーチャー
- ボクらを見る目
- マーベル インヒューマンズ
- MACGYVER/マクガイバー
- メイヤー・オブ・キングスタウン（サム）
- モーツァルト・イン・ザ・ジャングル

#### テレビ番組
- ナルコワールド：麻薬取引の実態
- ブラジル -消えゆく民主主義-
- ラスト・チャンス（マーカスウッド）

#### アニメ
- スーパーブック（王）
- ドックはおもちゃドクター
- トロン：ライジング
- パワーパフガールズ

### テレビドラマ
- 明日もきっと、おいしいご飯〜銀のスプーン〜
- 警視庁機動捜査隊216
- 獣になれない私たち（2018年、声の出演）
- 孤独のグルメ Season3 第10話 （2013年9月11日、テレビ東京） - 家族客・父 役
- 悲熊（声の出演）

### テレビ番組
- ガッテン!
- 奇跡体験!アンビリバボー
- 行列のできる法律相談所
- ザ!世界仰天ニュース
- たけしの健康エンターテインメント!みんなの家庭の医学
- 巷のリアルTV カミングアウト!
- 中居正広の金曜日のスマたちへ
- 72時間ホンネテレビ
- ネプの超法則!!
- 爆報! THE フライデー
- ハピえいご
- ハンゲキ
- 秘密のケンミンSHOW
- ブラマヨ衝撃ファイル 世界のコワ〜イ女たち
- 未解決事件

### 映画
- THROUGH LIVES
- 童心（2005年）
- 22年目の告白 -私が殺人犯です-（2017年、声の出演）

### ナレーション
- アップルシード（プロモーション）
- AmazonAudible
  - 「行ってはいけない外食」
  - 「世界の大富豪2000人がこっそり教えてくれた 3週間で人生を変える」
- 劇場版ポケットモンスター アドバンスジェネレーション 七夜の願い星 ジラーチ（劇場版PV）
- 日総工産
- ハートフル鴨川
- マツシタホーム

### VP
- 国税庁
- 社員教育用DVD
- 新日本石油
- 東京海上日動
- 糖尿病
- 富士急ハイランドお化け屋敷PV（ゾンビ）
- みんなで考える防火安全の知恵!
- 郵便局接客向上

### ラジオ
- エフモンのグッジョブ

### 舞台
- 天狗の赤い実
- ゆめ、うつつ、たゆたいの